# Brett McLean
Brett McLean (* 14. August 1978 in Comox, British Columbia) ist ein ehemaliger kanadischer Eishockeyspieler und derzeitiger -trainer, der im Verlauf seiner aktiven Karriere zwischen 1994 und 2017 unter anderem 393 Spiele für die Chicago Blackhawks, Colorado Avalanche und Florida Panthers in der National Hockey League auf der Position des Centers bestritten hat. Darüber hinaus spielte er in Europa für den SC Bern und HC Lugano in der Schweizer National League A sowie den EHC Linz in der Erste Bank Eishockey Liga. Seit Mai 2023 ist er als Cheftrainer bei den Iowa Wild in der American Hockey League tätig.

## Karriere
Brett McLean begann seine Karriere als Eishockeyspieler in der Western Hockey League, in der er 1994 bis 1995 für die Tacoma Rockets und von 1995 bis 1999 für die Kelowna Rockets aktiv war, nachdem das Franchise umgesiedelt worden war. In dieser Zeit wurde der Center im NHL Entry Draft 1997 in der neunten Runde als insgesamt 242. Spieler von den Dallas Stars ausgewählt. Im September 1999 wurde McLean von den Calgary Flames als Free Agent verpflichtet, allerdings spielte er in der folgenden Spielzeit nur für deren Farmteam, die Saint John Flames, aus der American Hockey League. Nach je einer Spielzeit bei den Cleveland Lumberjacks aus der International Hockey League und den Houston Aeros aus der AHL, wurde der Kanadier am 23. Juli 2002 von den Chicago Blackhawks aus der National Hockey League als Free Agent unter Vertrag genommen.

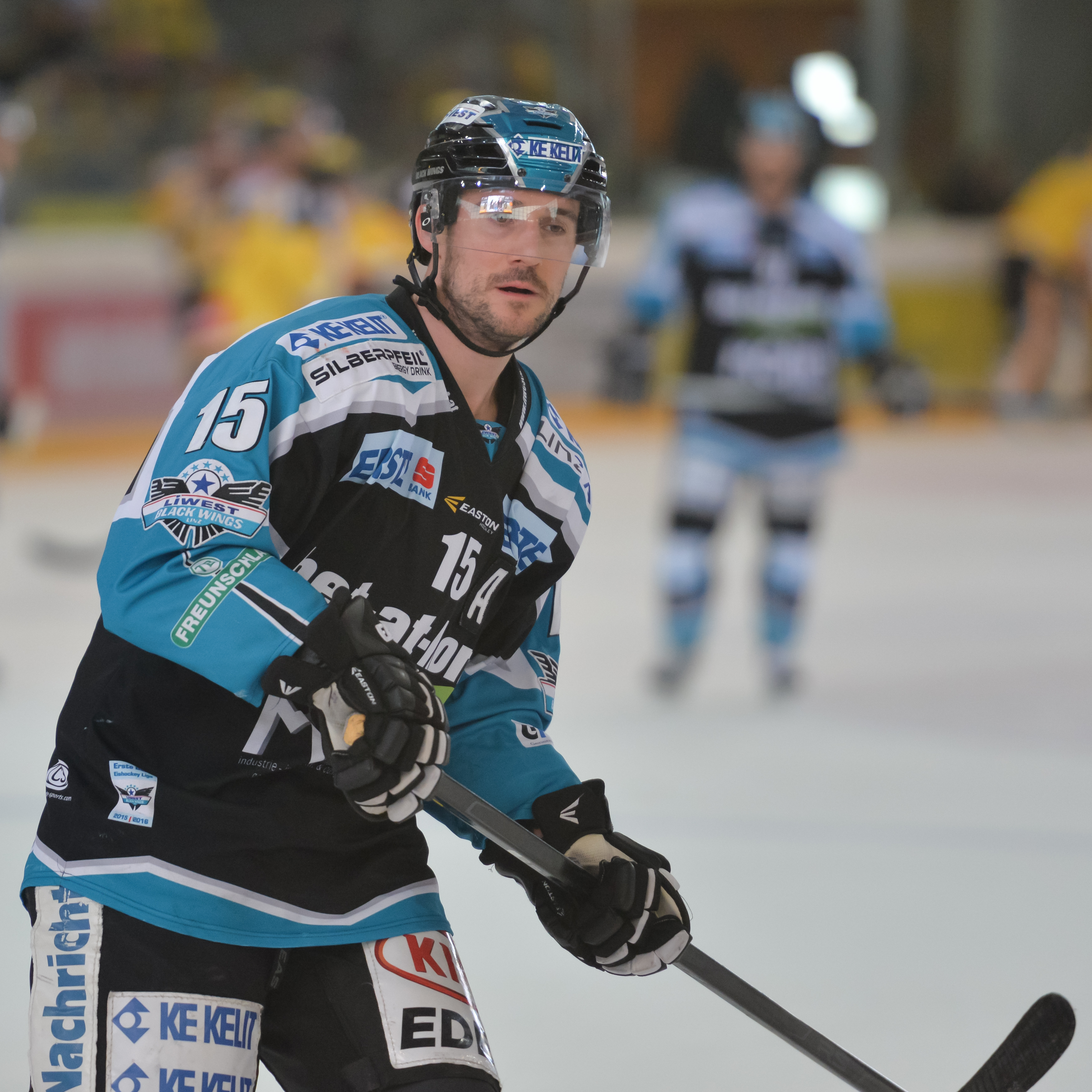
McLean im Trikot des EHC Linz

Nachdem er in der Saison 2003/04 nur vier Spiele der regulären Saison bei den Blackhawks verpasst hatte, überbrückte McLean den Lockout in der NHL-Saison 2004/05 bei Malmö IF aus der schwedischen Elitserien. Nach Wiederaufnahme des Spielbetriebs in der NHL unterschrieb McLean einen Vertrag bei der Colorado Avalanche, für die er die folgenden beiden Spielzeiten auf dem Eis stand. Am 1. Juli 2007 wurde der Angreifer von den Florida Panthers verpflichtet, die ihm einen Dreijahresvertrag gaben. In der Saison 2007/08 erzielte er 37 Scorerpunkte, während ihm in der folgenden Spielzeit nur 19 Punkte gelangen. Daher kauften ihn die Panthers aus seinem laufenden Vertrag heraus. Im September 2009 nahm er an einem Trainingslager der Tampa Bay Lightning teil, bekam aber keinen Vertrag.
Im Oktober 2009 wurde er vom SC Bern aus der Schweizer National League A unter Vertrag genommen und gewann mit dem Bernern in der Saison 2009/10 die Schweizer Meisterschaft. Am 1. Juli 2011 unterzeichnete er einen Zweiwegevertrag bei den Chicago Blackhawks, wurde aber in der Folge ausschließlich bei den Rockford IceHogs eingesetzt. Im Januar 2012 kehrte er in die NLA zurück und wurde vom HC Lugano verpflichtet.
Dort war McLean in den folgenden drei Jahren Assistenzkapitän und führte in das Team Canada beim Spengler Cup 2013 und 2014 ebenfalls als „Assistant“ an. Insgesamt absolvierte er bis 2015 286 Partien in der NLA, in denen er 80 Tore und 126 Assists erzielte. Nach zwei Jahren beim EHC Linz in der Erste Bank Eishockey Liga beendete er 2017 seine Karriere und wurde Assistenztrainer bei der Iowa Wild in der AHL. Diese Position hatte er drei Jahre inne, ehe er im August 2020 innerhalb der Organisation zum Assistenten von Dean Evason in Minnesota befördert wurde. Nach drei Jahren dort kehrte er im Mai 2023 als Cheftrainer zu den Iowa Wild zurück, wo er die Nachfolge von Tim Army antrat.

### International
Für sein Heimatland nahm McLean mit der kanadischen U20-Nationalmannschaft an der Junioren-Weltmeisterschaft 1998 in Finnland teil. Dabei kam der Stürmer in allen sieben Turnierspielen der US-Amerikaner zum Einsatz und erzielte dabei zwei Scorerpunkte. Die Kanadier beendeten das Turnier außerhalb der Medaillenränge auf dem achten Platz.

## Erfolge und Auszeichnungen
- 1998 WHL West Second All-Star Team
- 2010 Schweizer Meister mit dem SC Bern
- 2010 Topscorer des Spengler Cups
- 2012 Spengler-Cup-Gewinn mit dem Team Canada

## Karrierestatistik

### International
Vertrat Kanada bei:
- Junioren-Weltmeisterschaft 1998

(Legende zur Spielerstatistik: Sp oder GP = absolvierte Spiele; T oder G = erzielte Tore; V oder A = erzielte Assists; Pkt oder Pts = erzielte Scorerpunkte; SM oder PIM = erhaltene Strafminuten; +/− = Plus/Minus-Bilanz; PP = erzielte Überzahltore; SH = erzielte Unterzahltore; GW = erzielte Siegtore; 1 Play-downs/Relegation; Kursiv: Statistik nicht vollständig)